# Storbritannien ved vinter-OL 2022
Storbritannien deltog i vinter-OL 2022 i Beijing, Kina i perioden 4. – 20. februar 2022.

## Medaljer
| 2022 Beijing   | Guld | Sølv | Bronze | Total |
| Storbritannien | 1    | 1    | 0      | 2     |

### Medaljevindere
| Storbritannien under sommer-OL 2022 i Beijing | Storbritannien under sommer-OL 2022 i Beijing                       | Storbritannien under sommer-OL 2022 i Beijing | Storbritannien under sommer-OL 2022 i Beijing | Storbritannien under sommer-OL 2022 i Beijing |
| Medalje                                       | Navn                                                                | Sport                                         | Event                                         | Dato                                          |
| --------------------------------------------- | ------------------------------------------------------------------- | --------------------------------------------- | --------------------------------------------- | --------------------------------------------- |
| Guld                                          | Jennifer Dodds Hailey Duff Eve Muirhead Mili Smith Vicky Wright     | Curling                                       | Damernes turnering                            | 20. februar                                   |
| Sølv                                          | Grant Hardie Bobby Lammie Hammy McMillan Jr. Bruce Mouat Ross Whyte | Curling                                       | Herrernes curlingturnering                    | 19. februar                                   |